# Тяглино
Тя́глино (фин. Tääkeli) — деревня в Гатчинском муниципальном округе Ленинградской области.

## История
В XV веке на месте современной деревни Тяглино располагалось село Дягилино — центр Богородицкого Дягилинского погоста Копорского уезда Водской пятины.
Позднее оно упоминается как пустошь Dägilina Ödhe в Дягилинском погосте в шведских «Писцовых книгах Ижорской земли» 1618—1623 годов.
В 1640-е годы, когда в селе была построена деревянная кирха, на землях Дягиленского погоста возникла лютеранская община. Новый приход получил название швед. Deglina (фин. Tääkeli).
Обозначена на карте Ингерманландии А. И. Бергенгейма, составленной по материалам 1676 года, как Deglina (рядом с Sikonemi).
Затем на «Карте Ямбургского, Капорского, Псковского, Новгородского и Гдовского уездов» 1705 года на месте деревни обозначена мыза Дяглинская.
В 1731 году центр прихода был перенесён в Шпаньково, где была построена новая церковь, а название прихода сменилось на фин. Spankkova.
На карте Санкт-Петербургской губернии Я. Ф. Шмита 1770 года это уже селение Тяглин.
Деревня являлась вотчиной императрицы Марии Фёдоровны из которой в 1806—1807 годах были выставлены ратники Императорского батальона милиции.
На «Топографической карте окрестностей Санкт-Петербурга» Ф. Ф. Шуберта 1831 года она обозначена как деревня Дяглина из 35 дворов, а также соседние Цыгонеми из 14 и Кунтолова из 5 дворов.

ТЯГЛИНА — деревня принадлежит ведомству Гатчинского городового правления, число жителей по ревизии: 88 м. п., 106 ж. п. 

ЦЫГОНЕМИ — деревня Войсковицкой мызы, принадлежит Кандалинцевой, надворной советнице, число жителей по ревизии: 30 м. п., 37 ж. п. (1838 год)

Согласно карте Ф. Ф. Шуберта 1844 года рядом с деревней Цыгонеми находилась деревня Дяглина, которая насчитывала 31 крестьянский двор.
На этнографической карте Санкт-Петербургской губернии П. И. Кёппена 1849 года она обозначена как деревня «Däglinä», расположенная в ареале расселения савакотов. В пояснительном тексте к этнографической карте записаны две деревни:
- Gross und Klein Däglinä (Большая и Малая Тяглины), где Малая Тяглина называется также Kuntumäki (Кунтулова), количество жителей на 1848 год: савакоты — 82 м. п., 104 ж. п., всего 186 человек, а также ижоры — 12 м. п., 6 ж. п., всего 18 человек. Ижоры относились к православному Гатчинскому Госпитальному Павловскому приходу, савакоты — к лютеранскому приходу Спанккова.
- Sikoniemi (Цыгонеми, Сигини), количество жителей на 1848 год: савакоты — 15 м. п., 20 ж. п., ижоры — 16 м. п., 17 ж. п., всего 68 человек. Савакоты относились к лютеранскому приходу Спанккова, ижоры — к православному Дылицкому Владимирскому приходу[15]

ТЯГЛИНО — деревня Гатчинского дворцового правления, по просёлочной дороге, число дворов — 37, число душ — 89 м. п.. 

ЦЕГОНЕЛЛИ — деревня действительного статского советника Кандалинцева, по просёлочной дороге, число дворов — 13, число душ — 21 м. п.. (1856 год)

Согласно «Топографической карте частей Санкт-Петербургской и Выборгской губерний» в 1860 году на месте современного Тяглино находились деревни: Большая Тяглина из 28 дворов, Кунтолова (Малая Тяглина) из 6 дворов и Цыгонеми из 10 дворов.

ТЯГЛИНО — деревня удельная при колодце, число дворов — 37, число жителей: 97 м. п., 117 ж. п.

ЦЫГОНЕМИ — деревня владельческая при колодце, число дворов — 9, число жителей: 15 м. п., 29 ж. п. (1862 год)

Согласно карте 1879 года деревня Большое Тяглино состояла из 35 крестьянских дворов, а соседнее Цыгонеми — из 10.

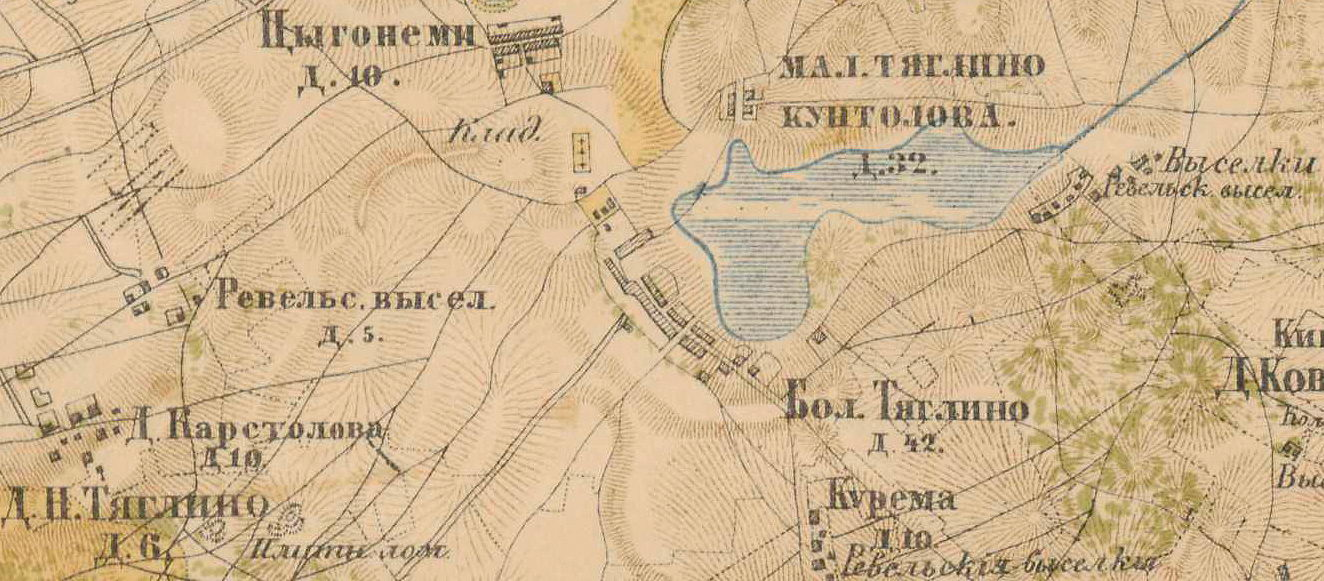
План деревни Тяглино. 1885 год

В конце XIX — начале XX века Тяглино административно относилось к Гатчинской волости 2-го стана Царскосельского уезда Санкт-Петербургской губернии, а соседнее Цыгонеми — 3-го стана. Население деревни было смешанным — финско-ижорским.
В 1906 году в деревне открылась школа. Учителем в ней работал И. Саволайнен.
В 1913 году деревня Большое Тяглино насчитывала 36, Цыгонеми — 10, а Кунтолово — 6 дворов.
С 1917 по 1922 год деревня Тяглино входила в состав Тяглинского сельсовета Гатчинской волости Детскосельского уезда.
С 1922 года в составе Парицкого сельсовета.
С 1923 года в составе Гатчинского уезда.
С 1924 года в составе Черницкого сельсовета.
Согласно данным переписи населения СССР 1926 года в деревне Тяглино Черницкого сельсовета Троцкой волости Троцкого уезда проживали 359 человек — в основном финны, а также русские и эстонцы.
В 1928 году население деревни Тяглино составляло 361 человек.

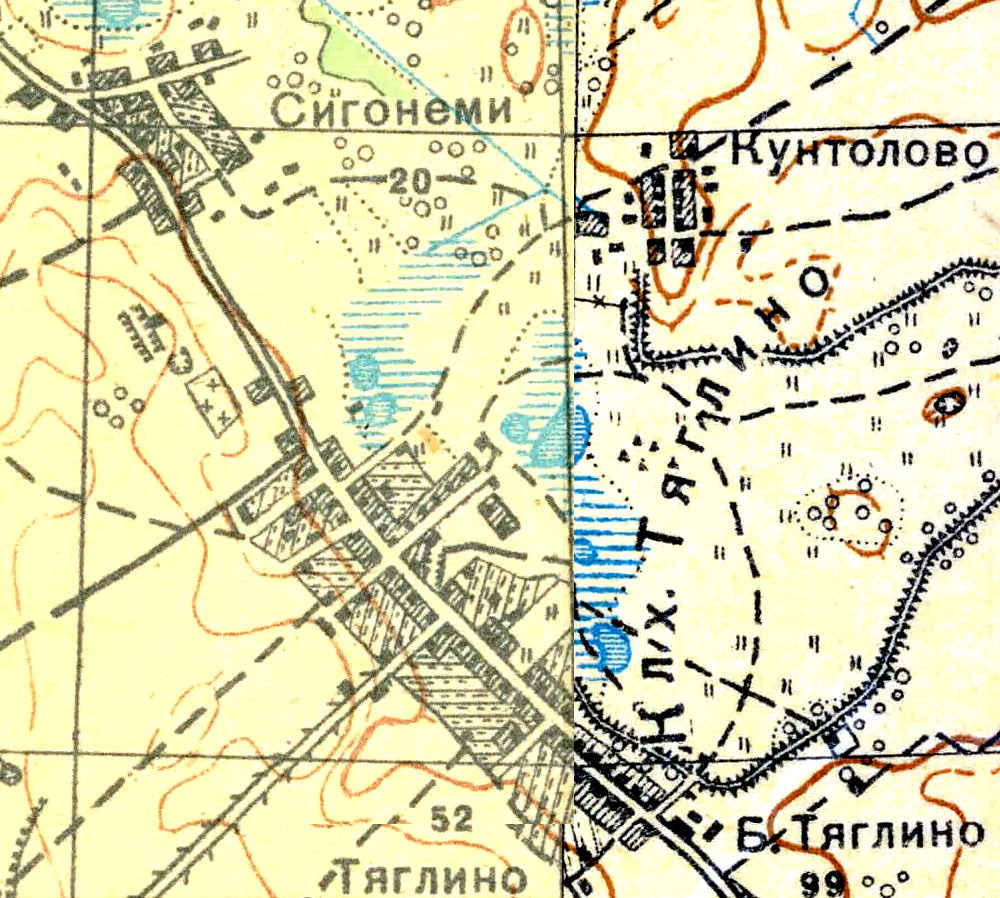
План деревни Тяглино. 1931 год

Согласно топографической карте 1931 года в деревне был организован колхоз «Тяглино», деревня насчитывала 151 двор.
По административным данным 1933 года деревня Сигонема входила в состав Войсковицкого финского национального сельсовета, а деревни Кунтолово, Курема, Большое Тяглино и Новое Тяглино входили в состав Черницкого финского национального сельсовета Красногвардейского района. При этом деревня Курема являлась центром Черницкого сельсовета.
С 1939 года в составе Никольского сельсовета.
В 1940 году население деревни Новое Тяглино составляло 165 человек.
Деревня была освобождена от немецко-фашистских оккупантов 27 января 1944 года.
С 1950 года в составе Войсковицкого сельсовета.
В 1958 году население деревни Тяглино составляло 261 человек, а деревни Новое Тяглино — 36.
С 1959 года вновь в составе Никольского сельсовета.
По данным 1966 года деревня Большое Тяглино входила в состав Никольского сельсовета.
В 1970 году решением исполкома Ленинградского областного Совета депутатов трудящихся № 604 от 31 декабря были объединены фактически слившиеся населённые пункты Большое Тяглино, Сигонема и Кунтолово — в деревню Большое Тяглино, вновь образованного Большеколпанского сельсовета.
В 1976 году деревня Тяглино перешла в состав вновь созданного Войсковицкого сельсовета, по данным 1990 года она также находилась в его составе.
В 1997 году в деревне проживали 139 человек, в 2002 году — 161 человек (русские — 82%), в 2007 году — 173, в 2010 году — 203.
В 2011 году в деревне насчитывалось 77 хозяйств.

## География
Деревня расположена в северо-западной части района на автодороге А120 (Санкт-Петербургское южное полукольцо).
Расстояние до административного центра поселения, посёлка Войсковицы — 2,5 км.
Расстояние до ближайшей железнодорожной станции Войсковицы — 1,5 км.
Находится на берегу небольшого Тяглинского озера.

## Демография
| 1862 | 2007 | 2010 | 2017 |
| ---- | ---- | ---- | ---- |
| 214  | ↘173 | ↗207 | ↘206 |

### Национальный состав
Согласно данным Всероссийской переписи населения 2021 года в деревне проживали 178 человек, из них:
 русские — 169, финны-ингерманландцы — 4, мордва — 1 человек, остальные национальность не указали.

## Транспорт
Через Тяглино проходит федеральная автодорога А120.
Автобусное сообщение обеспечивается пригородным маршрутом № 540 Гатчина — Большие Колпаны — Войсковицы — Новый Учхоз.
Ближайшая железнодорожная станция — Войсковицы, находится в 1 км к северо-западу от Тяглино.

## Достопримечательности
- Близ деревни находится курганно-жальничный могильник XI—XIV веков[42].

## Улицы
Вторая, Кунтоловская, Черемыкинское шоссе.